# Sherbet (tráng miệng đông lạnh)
Sherbet (/ˈʃɜːrbət/) theo cách gọi ở Bắc Mỹ và tại nước Mỹ thường gọi là sherbert (/ˈʃɜːrbərt/), là món tráng miệng đông lạnh được làm từ nước có đường, một sản phẩm từ sữa như kem hoặc sữa và hương liệu – thường là nước ép trái cây, bột nhuyễn trái cây, rượu vang, rượu mùi và đôi khi có hương vị không phải trái cây như vani, sô-cô-la hoặc gia vị như bạc hà. Nó tương tự nhưng khác với sorbet nhờ bổ sung thêm sữa thường là điểm khác biệt chính.
Rainbow sherbet là món ăn của sherbet có chứa tới ba hương vị, mỗi hương vị có một màu sắc khác nhau, được kết hợp thành bó với các màu đặc trưng là xanh lá cây, đỏ tươi và cam.

## Chuẩn bị
Sherbet được sản xuất thương mại tại Mỹ theo như định nghĩa trong Bộ luật Quy định Liên bang là sản phẩm đông lạnh có chứa một hoặc nhiều sản phẩm sữa tùy chọn.
Tại Canada, sherbet được định nghĩa là "thực phẩm đông lạnh, không phải là kem hoặc sữa đá, được làm từ sản phẩm sữa". Một loại sherbet điển hình của Canada có thể chứa nước, chất làm ngọt, trái cây hoặc nước ép trái cây, acid xitric hoặc tartaric, hương liệu chuẩn bị, màu thực phẩm, (các) chất cô lập và lactose.
Không phải lúc nào sherbets tự chế cũng chứa sữa. Công thức chế biến sherbet của người Mỹ đầu thế kỷ 20 bao gồm một số phiên bản được làm bằng nước. Tạp chí Nhà bếp Mỹ từ năm 1902 phân biệt "kem đá" với sherbet, giải thích rằng "sherbet là loại kem đá đông lạnh nhanh hơn, và lòng trắng trứng hoặc gelatin thường được thêm vào để tạo độ sệt cho kem". Trong một công thức chế biến sherbet ép dứa, nước có thể được sử dụng thay cho sữa. Công thức này còn thảo luận riêng về món "sherbet sữa".
Theo tạp chí The American Produce Review (1913), "Sherbet là sản phẩm đông lạnh được làm từ nước hoặc sữa, lòng trắng trứng, đường, nước cốt chanh và hương liệu". Sherbet được làm từ nền tảng của "đá thường" là nước, đường, lòng trắng trứng và nước cốt chanh.